# Altana (berg)
De Altana (Pools: Góra Altana) is met 408 meter de hoogste top in het woiwodschap Mazovië in Polen. De heuvel of berg ligt in het uiterste zuiden van het woiwodschap op het grondgebied van de gemeente Szydłowiec tussen Ciechostowice en Hucisko. Er loopt een fietspad over de hoogte.